# Supercopa d'Espanya de bàsquet de 2005
La Supercopa espanyola de bàsquet 2005 es va disputar al Palacio de los Deportes de Granada, a Granada

## Quadre resum
|  | Semifinals            | Semifinals   |    |  | Final                 | Final |  |
|  |                       |              |    |  |                       |       |  |
|  | 8 d'octubre - Granada |              |    |  |                       |       |  |
|  | Unicaja Málaga        | 71           |    |  |                       |       |  |
|  | CB Granada            | 73           |    |  |                       |       |  |
|  |                       |              |    |  |                       |       |  |
|  |                       |              |    |  | 9 d'octubre - Granada |       |  |
|  |                       |              |    |  | CB Granada            | 55    |  |
|  |                       | TAU Ceràmica | 61 |  |                       |       |  |
|  |                       |              |    |  |                       |       |  |
|  |                       |              |    |  |                       |       |  |
|  |                       |              |    |  |                       |       |  |
|  | 8 d'octubre - Granada |              |    |  |                       |       |  |
|  | Reial Madrid          | 69           |    |  |                       |       |  |
|  | TAU Ceràmica          | 74           |    |  |                       |       |  |

### Semifinals
| 8 d'octubre del 2005, 19:00 |       |             |                                             |
| Reial Madrid                | 69-74 | TAU Vitòria | Palacio de los Deportes de Granada, Granada |
|                             |       |             | Palacio de los Deportes de Granada, Granada |

| 8 d'octubre del 2005, 21:30 |       |            |                                             |
| Unicaja Málaga              | 71-73 | CB Granada | Palacio de los Deportes de Granada, Granada |
|                             |       |            | Palacio de los Deportes de Granada, Granada |

### 3r lloc
| 9 d'octubre del 2005, 19:00 |       |              |                                             |
| Unicaja Málaga              | 74-81 | Reial Madrid | Palacio de los Deportes de Granada, Granada |
|                             |       |              | Palacio de los Deportes de Granada, Granada |

### Final
| 9 d'octubre del 2005, 21:30 |       |             |                                             |
| CB Granada                  | 55-61 | TAU Vitòria | Palacio de los Deportes de Granada, Granada |
|                             |       |             | Palacio de los Deportes de Granada, Granada |